# Bánh mì nướng
Bánh mì nướng là một dạng bánh mì đã được làm nâu bằng cách nướng, tức là tiếp xúc với nhiệt bức xạ. Màu nâu là kết quả của phản ứng Maillard, làm thay đổi hương vị của bánh mì và làm cho bánh cứng hơn để có thể dễ dàng phết lớp phủ lên trên. Nướng là một phương pháp phổ biến để làm cho bánh mì trở nên ngon miệng hơn. Bánh mì thường được nướng bằng máy nướng bánh mì, nhưng lò nướng bánh mì cũng được sử dụng. Bánh mì thái lát sẵn là phổ biến nhất.
Bánh mì nướng thường được ăn với bơ hoặc bơ thực vật, và lớp phủ ngọt, chẳng hạn như mứt hoặc thạch. Trong khu vực, các món mặn, chẳng hạn như bơ đậu phộng hoặc chiết xuất men, cũng có thể phổ biến. Bánh mì nướng bơ cũng có thể ăn kèm với các món mặn, đặc biệt là súp hoặc món hầm, và được phủ lên trên các nguyên liệu ngon hơn như trứng hoặc đậu nướng như một bữa ăn nhẹ. Bánh mì nướng là một món ăn sáng phổ biến. Bánh mì tròn và bánh nướng xốp kiểu Anh cũng được nướng.
Bánh mì nướng có thể chứa chất gây ung thư (acrylamide) do quá trình hóa nâu gây ra.

## Từ nguyên và lịch sử
Từ bánh mì nướng bắt nguồn từ tiếng Latin torrere 'để làm cháy'. Tài liệu tham khảo đầu tiên về bánh mì nướng trong bản in là trong một công thức cho Oyle Soppys (hành tây có hương vị hầm trong một lít bia cũ và một lít dầu) từ năm 1430. Vào những năm 1400 và 1500, bánh mì nướng đã bị bỏ đi hoặc ăn sau khi nó được sử dụng làm hương liệu cho đồ uống. Trong vở kịch The Merry Wives of Windsor năm 1602, Shakespeare đưa cho  Falstaff câu thoại: "Đi lấy cho tôi một lít bao tải; đặt bánh mì nướng vào không."  

## Sự chuẩn bị

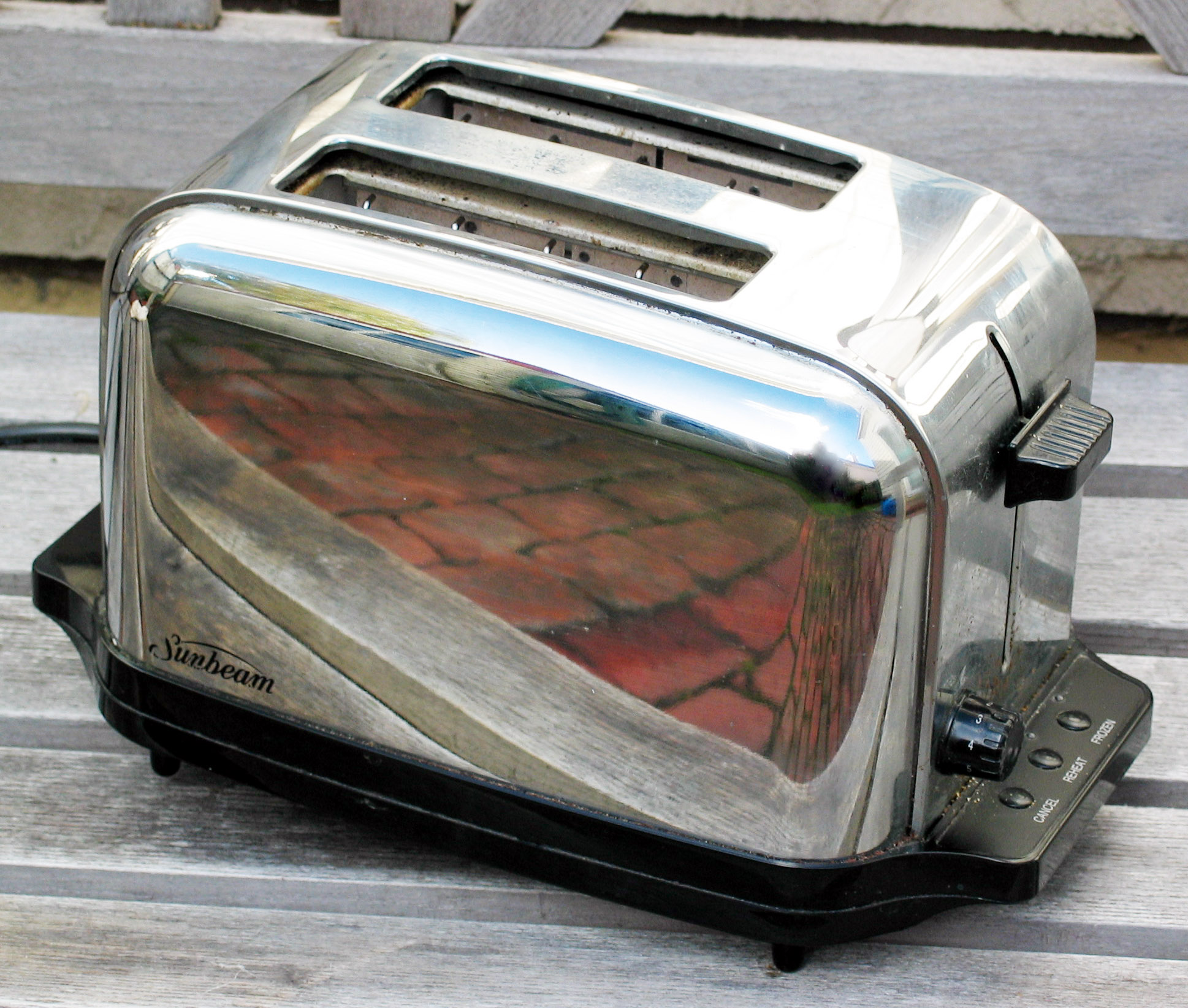
Máy nướng bánh mì hai khe cổ điển

Trong căn bếp gia đình hiện đại, bánh mì nướng thường được làm trong một thiết bị điện chuyên dụng là máy nướng bánh mì. Bánh mì đã cắt lát được đặt vào các khe trên đầu máy nướng bánh mì, mức độ chín mong muốn được đặt và một cần gạt được đẩy xuống. Máy nướng bánh mì sẽ bật lên khi nó đã sẵn sàng.
Bánh mì nướng trong máy nướng bánh mì thông thường có thể "đổ mồ hôi" khi nó được phục vụ (tức là nước đọng lại trên bề mặt của bánh mì nướng nguội). Điều này xảy ra do độ ẩm trong bánh mì trở thành hơi nước trong khi nướng do nhiệt và khi làm nguội hơi nước ngưng tụ thành những giọt nước trên bề mặt bánh mì.
Nó cũng có thể được nướng bằng máy nướng bánh mì băng chuyền, thiết bị thường được sử dụng trong các khách sạn, nhà hàng và các địa điểm dịch vụ ăn uống khác. Nó hoạt động bằng cách có một bộ phận làm nóng ở trên và một ở dưới cùng với một băng tải kim loại ở giữa mang bánh mì nướng giữa hai bộ phận làm nóng. Điều này cho phép bánh mì nướng được thực hiện một cách nhất quán vì có thể thêm nhiều lát bánh mì vào bất kỳ lúc nào mà không cần đợi những lát trước bật lên.
Bánh mì cũng có thể được nướng dưới vỉ nướng (hoặc lò nướng), trong lò nướng mở hoặc nằm trên giá lò nướng. Loại "bánh mì nướng trong lò" này thường được phết bơ trước khi nướng. Lò nướng bánh mì là thiết bị nhỏ đặc biệt được sản xuất để nướng bánh mì hoặc để làm nóng một lượng nhỏ thực phẩm khác.
Cũng có thể nướng bánh mì bằng cách để gần nhưng không nướng trực tiếp trên ngọn lửa trần, chẳng hạn như lửa trại hoặc lò sưởi; dụng cụ nướng bánh mì đặc biệt (ví dụ như nĩa nướng bánh mì) được làm cho mục đích này. Trước khi phát minh ra các thiết bị nấu ăn hiện đại như lò nướng bánh mì và lò nướng, bánh mì đã được sản xuất trong lò nướng trong nhiều thiên niên kỷ, bánh mì nướng có thể được làm trong cùng một lò nướng.
Nhiều thương hiệu bánh mì lát sẵn có sẵn, một số thương hiệu tiếp thị cụ thể sự phù hợp để nướng bánh mì.

## Tiêu dùng

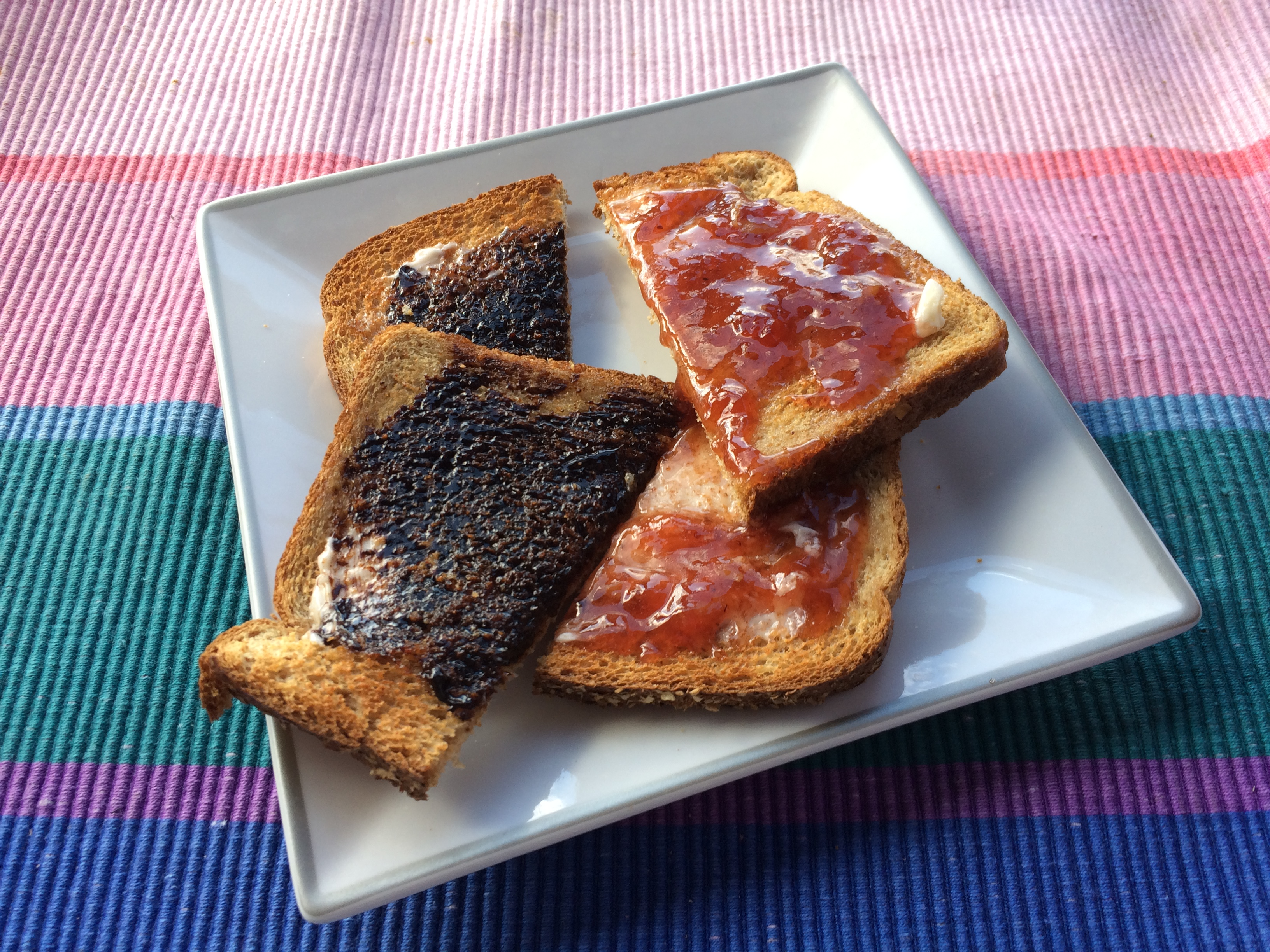
Trái: Bánh mì nướng với bơ và vegemite. Phải: Với bơ và mứt dâu.

Trong thời hiện đại, bánh mì nướng thường được ăn với bơ hoặc bơ thực vật được phết lên trên nó, và có thể được phục vụ với chất bảo quản, phết hoặc các lớp phủ khác ngoài hoặc thay cho bơ. Bánh mì nướng với mứt hoặc mứt cam là phổ biến. Một số gia vị khác có thể được thưởng thức với bánh mì nướng là phết sô cô la, pho mát kem và bơ đậu phộng. Các chất chiết xuất từ nấm men như Marmite ở Anh, New Zealand và Nam Phi, và Vegemite ở Úc là truyền thống quốc gia. Một số loại bánh mì sandwich, chẳng hạn như BLT, yêu cầu sử dụng bánh mì nướng thay vì bánh mì.
Bánh mì nướng là một thành phần quan trọng của nhiều bữa sáng, và cũng quan trọng trong một số chế độ ăn kiêng đặc sản truyền thống nhạt nhẽo cho những người có vấn đề về đường tiêu hóa như tiêu chảy.
Ở Vương quốc Anh, bánh mì nướng là một phần của bữa sáng truyền thống: nó thường được kết hợp trong bữa sáng đầy đủ hoặc ăn với đậu nướng. Một món ăn phổ biến với trẻ em là trứng luộc lòng đào ăn với bánh mì nướng lính vào bữa sáng. Các dải bánh mì nướng (những người lính) được nhúng vào lòng đỏ lỏng của một quả trứng luộc qua một lỗ trên cùng của vỏ trứng và ăn.
Ở miền nam Sri Lanka,bánh mì nướng thường được kết hợp với súp cà ri và trà bạc hà. Ở Nhật, người ta thích nướng những lát bánh mì dày. Bánh mì nướng đã trở thành một món ăn chính ở Nhật Bản sau Thế chiến thứ hai, đặc biệt là sau khi nó được giới thiệu trong bữa ăn trưa ở trường học. Những người bán hàng rong ở Hàn Quốc phục vụ bánh mì nướng với nhiều loại phủ, thường là trứng rán, rau và các lát thịt, phủ nước sốt. Bánh mì nướng Hàn Quốc được dùng làm bánh mì kẹp. Ở Đông Nam Á, mứt dừa là một món ăn phổ biến để làm bánh mì nướng.
Đến năm 2013, "bánh mì nướng thủ công" đã trở thành một xu hướng ẩm thực quan trọng ở các thành phố cao cấp của Mỹ như San Francisco, nơi một số nhà bình luận chê bai ngày càng nhiều nhà hàng và tiệm bánh bán bánh mì nướng mới làm với mức giá cao bất hợp lý.
Bánh mì nướng với quả bơ được coi là biểu tượng của nền văn hóa ngàn năm.

## Mối quan tâm về sức khỏe
Các lát bánh mì nướng có thể chứa Benzo [ a ] pyrene và hàm lượng cao acrylamide, một chất gây ung thư được tạo ra trong quá trình nâu. Mức acrylamide cao cũng có thể được tìm thấy trong các loại thực phẩm giàu carbohydrate đun nóng khác. Màu bề mặt của bánh mì nướng càng đậm thì nồng độ acrylamide càng cao.  Đó là lý do tại sao, theo khuyến nghị của Cơ quan Tiêu chuẩn Thực phẩm Anh, bánh mì nên được nướng với màu nhạt nhất có thể chấp nhận được. Tính đến  năm 2019 các nghiên cứu dịch tễ học cho thấy không chắc rằng tiêu thụ acrylamide làm tăng nguy cơ phát triển ung thư ở người.